# Harry Holm
Harry Holm (født 14. september  1902 i Kristrup, død 25 december 1987 i Esbjerg) var en dansk gymnast, der deltog i OL 1920 i Antwerpen.

## Gymnastikkarriere
Sammen med 19 andre danske deltagere deltog han i holdgymnastik efter frit system ved OL 1920. Kun to nationer stillede op, og Danmark fik 51,35 point på førstepladsen, mens Norge vandt sølv med 48,55 point.